# Communauté de communes du Pays de Chambaran
La communauté de communes du Pays de Chambaran est une ancienne communauté de communes française, située dans le département de l'Isère et la région Rhône-Alpes.

## Composition
La communauté de communes regroupait les 11 communes suivantes :
| Nom                     | Code Insee | Gentilé        | Superficie (km2) | Population (dernière pop. légale) | Densité (hab./km2) |
| ----------------------- | ---------- | -------------- | ---------------- | --------------------------------- | ------------------ |
| Roybon (siège)          | 38347      | Roybonnais     | 67,31            | 1 279 (2014)                      | 19                 |
| Beaufort                | 38032      | Beaufortois    | 8,69             | 572 (2014)                        | 66                 |
| Châtenay                | 38093      | Chatenois      | 4,62             | 443 (2014)                        | 96                 |
| Lentiol                 | 38209      | Lentiolois     | 7,60             | 221 (2014)                        | 29                 |
| Marcilloles             | 38218      | Marcillolais   | 9,50             | 1 029 (2014)                      | 108                |
| Marcollin               | 38219      | Marcollinois   | 10,69            | 666 (2014)                        | 62                 |
| Marnans                 | 38221      | Marnanchots    | 6,60             | 156 (2014)                        | 24                 |
| Montfalcon              | 38255      | Montfalconnais | 5,82             | 118 (2014)                        | 20                 |
| Saint-Clair-sur-Galaure | 38379      | Saint-Clairois | 15,30            | 272 (2014)                        | 18                 |
| Thodure                 | 38505      | Thodurois      | 14,47            | 729 (2014)                        | 50                 |
| Viriville               | 38561      | Virivillois    | 30,42            | 1 634 (2014)                      | 54                 |

## Historique
Le 1er janvier 2012, elle a fusionné avec la Communauté de communes de Bièvre Toutes Aures qui est voisine, pour former la Communauté de communes Bièvre Chambaran.